# Кубок Наследного принца Катара 2002
Кубок Наследного принца Катара 2002 — 8-й розыгрыш Кубка Наследного принца Катара, проходивший с 4 по 10 мая. В соревновании приняли участие 4 лучшие команды Катара по итогам Лиги звёзд Катара 2001/2002.

## Участники
- Аль-Иттихад : чемпион Лиги звёзд Катара 2001/2002
- Катар СК : 2-е место в Лиге звёзд Катара 2001/2002
- Эр-Райян : 3-е место в Лиге звёзд Катара 2001/2002
- Ас-Садд : 4-е место в Лиге звёзд Катара 2001/2002

## Детали матчей

### 1/2 финала
| Аль-Иттихад           | 1 – 1 | Ас-Садд          |
| --------------------- | ----- | ---------------- |
| Фахад Аль-Захрани 53′ |       | Ахмед Халифа 63′ |

| Катар СК                                                          | 3 – 1 | Эр-Райян            |
| ----------------------------------------------------------------- | ----- | ------------------- |
| Джасим Аль-Буайнайн 4′ · Адмилсон 21′ (пен.) · Хуссейн Амотта 50′ |       | Абдулсалам Соух 57′ |

| Эр-Райян | 0 – 0 | Катар СК |
| -------- | ----- | -------- |
|          |       |          |

| Ас-Садд                               | 2 – 2 | Аль-Иттихад            |
| ------------------------------------- | ----- | ---------------------- |
| Али Бинарабия 25′ · Джаффал Рашед 73′ |       | Эмад Мохаммед 71′, 83′ |
| Пенальти                              |       |                        |
|                                       | 6 – 7 |                        |

### Финал
| Аль-Иттихад | 0 – 2 | Катар СК                          |
| ----------- | ----- | --------------------------------- |
|             |       | Хуссейн Амотта 42′ · Адмилсон 69′ |

| Кубок Наследного принца Катара Победитель 2003 |
| ---------------------------------------------- |
| Катар СК 1-й титул                             |